# 산토스 레온 에레라
산토스 레온 에레라(스페인어: Santos León Herrera)는 코스타리카의 정치인이다. 테오도로 피카도 정부(1944-1948)하에서 부통령을 지냈으며, 피카도가 대통령직을 사임하자 임시 대통령으로 선출되었다. 리카르도 히메네스 오레아무노 정부(1932-1936)하에서 내무장관을 지냈다.

## 가족
페르민 레온 케사다와 발비나 에레라 데 레온과의 사이에서 태어났다. 루이사 사발레타 브레네스와 결혼하였으며, 슬하에 2명의 아이(라파엘, 발비나)를 두고 있다.